# Murello
Murello (piemontesisch Murel) ist eine Gemeinde in der italienischen Provinz Cuneo (CN), Region Piemont.

## Lage und Einwohner
Murello liegt knapp 50 km nördlich von der Provinzhauptstadt Cuneo entfernt auf einer Höhe von 260 Meter über dem Meeresspiegel, unweit des Po. Das Gemeindegebiet umfasst eine Fläche von 17,19 km² und hat 928 Einwohner (Stand 31. Dezember 2023). Zur Gemeinde zählen auch die Fraktionen (Fraziono) Bonavalle, Galattero, Robelletta, Tetti Spertini und Tetti Spertini Sotto.
Die Nachbargemeinden sind Cavallerleone, Moretta, Polonghera, Racconigi, Ruffia und Villanova Solaro.

## Geschichte

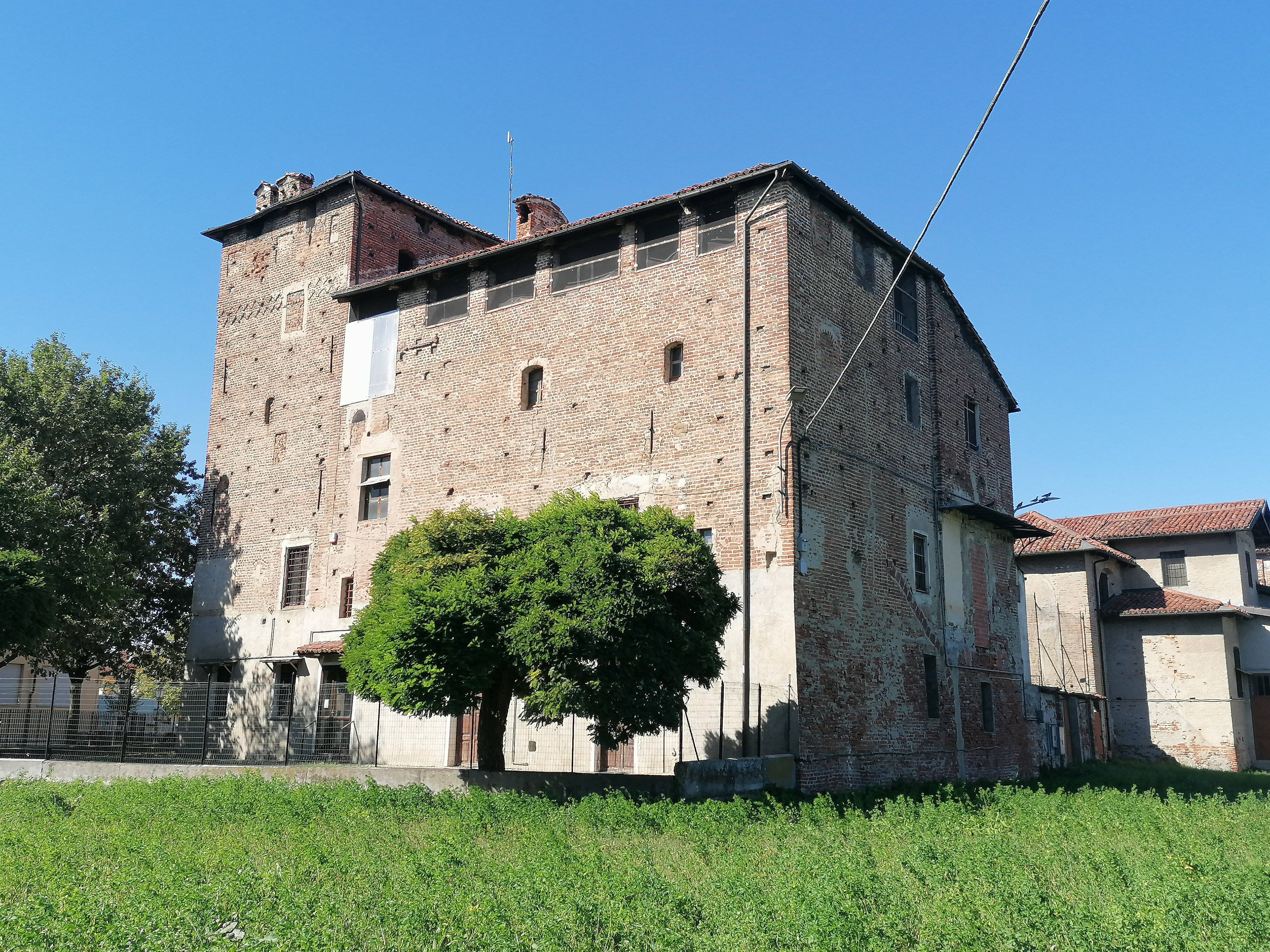
Burg Murello

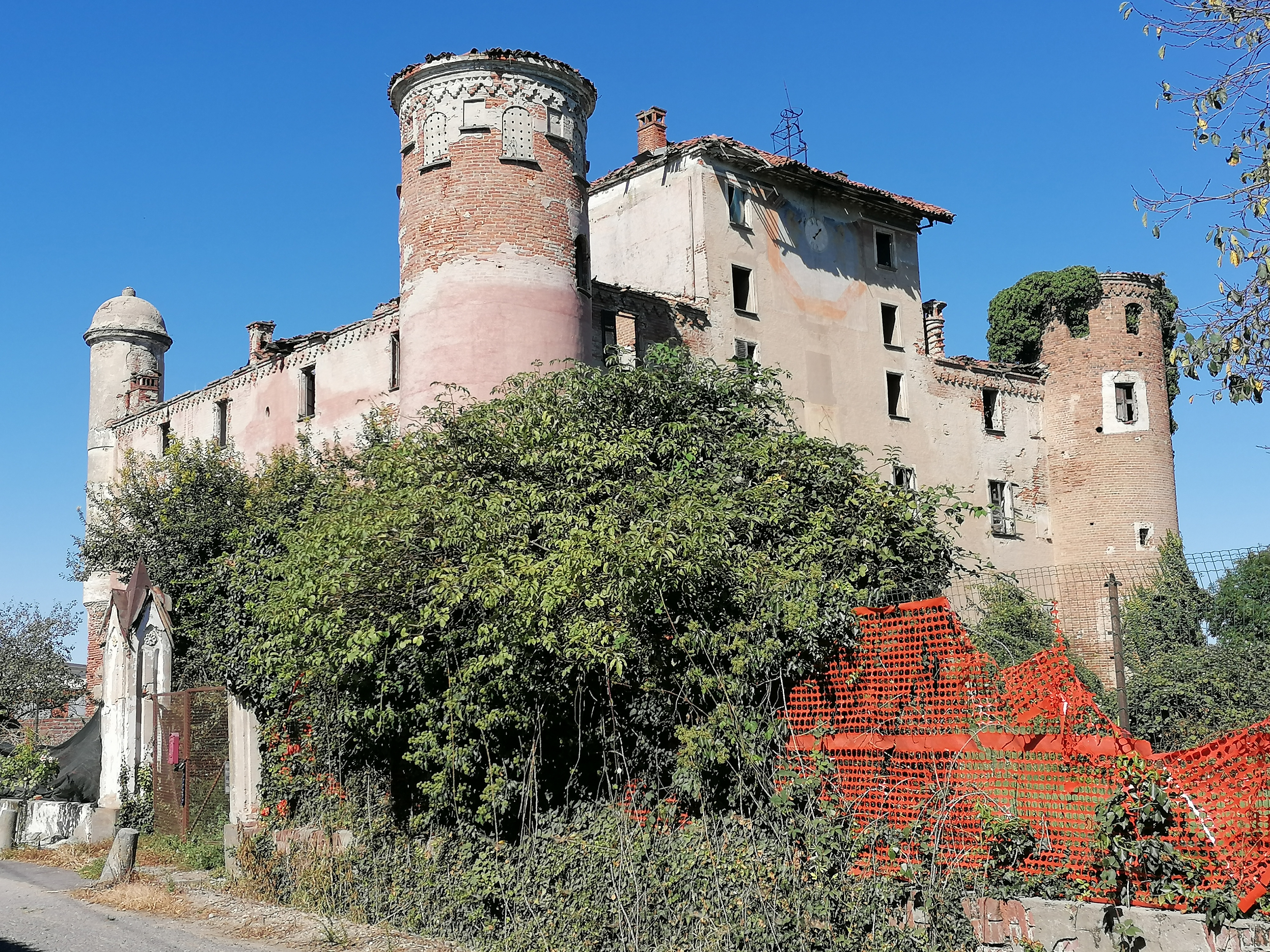
Die Burg Bonavalle

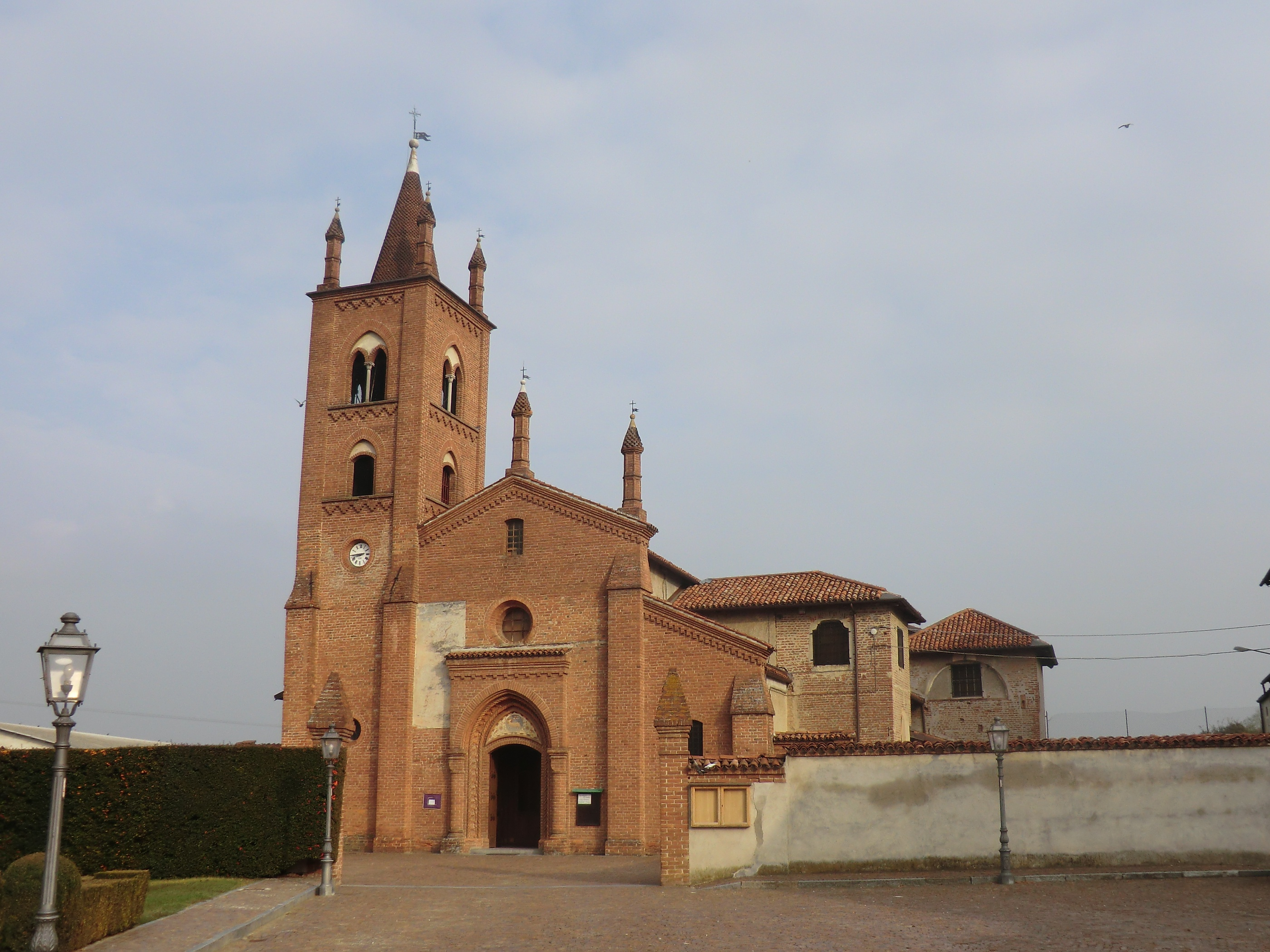
Kirche San Giovanni Battista

Die älteste mittelalterliche Dokumentation zum Ortsnamen stammt aus dem Jahr 1217 und berichtet über „Murellus“, eine häufigere Form des zeitgenössischen „Morellus“. Nach Ansicht einiger Gelehrter handelt es sich wahrscheinlich um die Verkleinerungsform von MURUS, mit einer Anspielung auf einen Erdwall, den die Bewohner errichteten, um sich vor möglichen Feinden zu verteidigen. 
Es gibt nur wenige historische Informationen über die frühen Ereignisse des Dorfes und auch seine Ursprünge sind ungewiss. Seit dem Mittelalter war es Sitz einer wichtigen Kommandantur der Malteserritter. Es war Teil der Gebiete des Markgrafen von Busca und damit von Saluzzo. Ab dem 14. Jahrhundert wurde es den Savoyern unterworfen, blieb jedoch bis zum Ende des 18. Jahrhunderts ein Lehen der Ritter. 
Die Ritterburg mit einem gemauerten Zinnenturm aus dem 15. Jahrhundert und das Schloss von Bonavalle, ein Gebäude aus dem 15. und 16. Jahrhundert mit Eck- und Berteskentürmen sind historisch wertvolle Bauten. Ebenso die Pfarrkirche San Giovanni Battista aus dem 15. Jahrhundert mit drei Kirchenschiffen, von denen das mittlere mit einer polygonalen Apsis endet und die Kirche der Bruderschaft mit einem schönen Glockenturm aus dem 18. Jahrhundert und zwei Statuen an der Fassade. Schließlich das Heiligtum der Madonna degli Orti im Barockstil aus dem späten 17. Jahrhundert, in dessen Inneren sich der antike mittelalterliche Pylon befindet.
Zwischen 1886 und 1959 verfügte die Gemeinde über eine Haltestelle im Gebiet Tetti Spertini, etwa 2 Kilometer vom Zentrum entfernt, an der Bahnstrecke Moretta–Cavallermaggiore.

## Persönlichkeiten
- Flávio Giovenale (* 1954), römisch-katholischer Ordensgeistlicher, Bischof von Cruzeiro do Sul